# Беглецы из Шарантона
«Беглецы из Шарантона» (фр. Les échappes de Charenton, 1901) — французский немой короткометражный художественный фильм Жоржа Мельеса.

## Сюжет
Показывается омнибус, который везет странная механическая лошадь. На империале четыре негра. Лошадь встает на дыбы и бьет негров, которые превращаются в белых клоунов. Они дают друг другу пощечины – и становятся черными. Снова бьют друг друга – и становятся белыми. Наконец, все они сливаются в гигантского негра, который отказывается платить за проезд. Кондуктор поджигает экипаж, и негр распадается на тысячу кусков.

## Художественные особенности
- «В течение всей своей деятельности Мельес будет применять трюк с заменой – самое оригинальное и непревзойденное из его технических достижений. Думая именно об этом приеме, Мельес писал в 1906 году:

«К моему глубокому сожалению, самые простые трюки производят наибольший эффект». В 1901 году трюк этот применен в великолепных «Беглецах из Шарантона».».— 